# Hội Đông
Hội Đông (chữ Hán giản thể:会东县, Hán Việt: Hội Đông huyện) là một huyện thuộc Châu tự trị dân tộc Di Lương Sơn, tỉnh Tứ Xuyên, Cộng hòa Nhân dân Trung Hoa. Huyện này có diện tích 3227 km2, dân số năm 2004 là 370.000 người. Huyện được chia thành các đơn vị hành chính gồm 2 trấn, 51 hương.
- Trấn: Hội Đông, Duyên Tử.
- Hương: Tân Vân, Trường Tân, Hỏa Sơn, Bình Đường, Đổ Cách, Khương Châu, Trung tâm, Tiểu Bá, Hoả Thạch, Thiết Liễu, Long Thụ, 嘎 Cát, Bách Nham, Hải Bá, Lạc Tả, Tân Mã, Thảng Đường, Phổ 咩, Nham Bá, Tân Điền, Xoá Hà, Song Yển, Phát 箐, Tân Nhai, Mã Long, Hồng Nham, Hồng Quả, Lỗ Cát, Lưu Cô, Đại Sùng, Hắc 嘎, Văn 箐, Tùng Bình, Tiểu Nhai, Tân Sơn, Lão Khẩu, Hoàng Bình, Dã Tô, Lạp Mã, Lỗ Nam, Tuyết Sơn, Bách Sam, Tiểu Xoá Hà, Tát Giả Ấp, Lộc Hạc Thôn, Giang Tây Nhai, Thiết Xưởng Câu, Dã Ngưu Bình, Can Hải Tử.